# Isolate and Medicate
Isolate and Medicate è il settimo album in studio del gruppo post-grunge sudafricano Seether.
L'album, pubblicato dal 27 giugno 2014, è stato preceduto dal singolo Words as Weapons il 1º maggio 2014.

## Tracce
Edizione standard
1. See You at the Bottom – 3:38
2. Same Damn Life – 3:20
3. Words as Weapons – 4:01
4. My Disaster – 4:34
5. Crash – 3:41
6. Suffer It All – 3:55
7. Watch Me Drown – 3:09
8. Nobody Praying for Me – 3:18
9. Keep the Dogs at Bay – 4:25
10. Save Today – 4:47

Tracce bonus della Deluxe edition
1. Turn Around – 4:14
2. Burn the World – 3:38
3. Goodbye Tonight (con Van Coke Kartel) – 3:22
4. Weak (contenuta in Seether: 2002-2013) – 3:48

## Formazione
- Shaun Morgan –voce, chitarra ritmica
- Dale Stewart – basso, cori
- John Humphrey – batteria

## Date di pubblicazione
| Paese       | Data           |
| ----------- | -------------- |
| Australia   | 27 giugno 2014 |
| Germania    | 4 luglio 2014  |
| Regno Unito | 30 giugno 2014 |
| Stati Uniti | 1º luglio 2014 |

## Classifiche
| Classifica (2014) | Posizione massima |
| ----------------- | ----------------- |
| Australia         | 43                |
| Austria           | 45                |
| Canada            | 6                 |
| Germania          | 32                |
| Nuova Zelanda     | 24                |
| Svizzera          | 33                |
| US Alternative    | 1                 |
| US Billboard 200  | 4                 |
| US Digital        | 5                 |
| US Hard Rock      | 1                 |
| US Rock           | 1                 |